# Campaign for Homosexual Equality
La Campaign for Homosexual Equality (CHE), Campaña por la igualdad homosexual, es una organización de defensa de los derechos de los homosexuales en Reino Unido, con el principal objetivo de lograr la igualdad legal y social de los gays, lesbianas y bisexuales.

## Historia

### Fundación
Surgió de una rama de la Homosexual Law Reform Society (HLRS) de noroeste del país, el North Western Homosexual Law Reform Committee (NWHLRC).
NWHLRC fue fundado en Mánchester por Allan Horsfall y Colin Harvey en 1964. La inauguración formal tuvo lugar en una reunión pública el 7 de octubre de 1964 en la iglesia de Deansgate, Mánchester.
Cuando entró en vigor la ley Sexual Offences Act 1967 muchos miembros de la Homosexual Law Reform Society de Londres pensaron que habían conseguido sus objetivos. Por el contrario NWHLRC sitió que todavía quedaba mucho que hacer. Se cambiaron el nombre por el de Committee for Homosexual Equality en 1969 con vistas a convertirse en una organización nacional en toda Inglaterra y Gales (y en muy estrecha colaboración con la organización de escocesa, Scottish Minorities Group (SMG)). Al mismo tiempo empezaron a ser una organización más radical, interesada no solo por la reforma legal sino también en la lucha contra la discriminación, los prejuicios y el aislamiento social que sufrían muchos homosexuales.
En 1971 cambiaron de nuevo el nombre por el definitivo Campaign for Homosexual Equality (CHE). Se recaudó dinero para poder contratar personal con dedicación total se organizaron para ser una organización totalmente democrática de base. Su comité ejecutivo es elegido directamente por votación entre todos sus miembros. Esta forma organización, compartida con el SMG, la diferenciaba de otras organizaciones gays del momento que estaban formadas por una élite no electa.

### Actividades
Entre las actividades del CHE han estado la información y petición de voto para reformas legislativas posteriores, distribuir material educativo en las escuelas e intentar proporcionar servicios médicos, psiquiátricos y sociales a la comunidad gay.
La CHE fue la principal organización homófila británica de los años 1970. Tenía 2800 miembros y 60 grupos locales en 1972. En su momento cumbre a mediados de los 70 presumía de poseer unos 4.000 miembros y unos 100 grupos locales.
En 1973 la CHE organizó la primera conferencia nacional sobre derechos de los homosexuales en Morecambe.
La Asociación Internacional de Gays y Lesbianas se fundó durante la conferencia de la CHE en Coventry del 8 de agosto de 1978.
Los grupos locales del CHE en toda Inglaterra y Gales a menudo muy independientes producían sus propios boletines de noticias dando detalles de las actividades sociales o campañas en sus propias áreas. Los grupos locales podían intervenir en la política del CHE a través del Consejo nacional, que se reunía trimestralmente en diferentes sedes por todo el país, y que estaba compuesto por miembros del CHE elegidos por todos los socios. También se organizaba una conferencia anual, durante un fin de semana largo en el que se organizaban varios eventos que en retrospectiva pueden ser considerados momentos claves en la lucha por los derechos de los homosexuales en Reino Unido. A las conferencias de Sheffield (1975) y Southampton (1976) asistieron unos mil miembros a cada una.
Más tarde la organización nacional decidió que el funcionamiento de los grupos locales ya no formara parte de las funciones del núcleo principal de CHE, lo que causó controversia dentro de la organización. A partir de entonces los grupos locales continuaron su actividad como organizaciones independientes, a menudo con el nombre de "The (...) Area Gay Society". Tras la escisión la CHE fue dejando gradualmente de ser una organización importante, y organizaciones como Stonewall y OutRage! pasaron a ser más influyentes y destacadas en la lucha de los derechos de los gays en el país.
La CHE publicó boletines informativos de 1969 a 1971; de los que surgíó el CHE Bulletin, que salió de 1971 a 1974; de 1975 a 1976 CHE publicó el CHE Broadsheet. Entre 1976-1977 editaron un periódico llamado Out. La CHE Magazine Working Party (fundadad en 1971) produjo Lunch de 1971-1974.
CHE creó un grupo de asesoramiento psicológico llamado Friend, que más tarde se hizo independiente.

## National Friend
Friend se fundó en Londres en 1971 como un grupo de trabajo de Campaign for Homosexual Equality con el objetivo de convertirse en la sección orientación psicológica del CHE.
Al final del año Friend se convirtió en una organización independiente de asesoramiento. En un principio estaba asentada solo en Londres y se fue expandiendo por todo el Reino Unido por lo que la red total empezó a llamarse National Friend.
En 1987 se convirtió en una sociedad limitada con el nombre de National Friend Ltd.
National Friend se convirtió en una rede de grupos de voluntarios que proporcionaban información, apoyo psicológico y emocional a la comunidad de LGBT. Los gruos locales que se afiliaban National Friend permanecían autónomos, aunque acordaban unas líneas de actuación, en las que se incluían una constitución, un código ético, con código de práctica, un programa de igualdad de oportunidades y un procedimiento de quejas común.
En 1995 había 31 grupos locales que se denominaban tanto Friend o Gay Switchboard.
El comité nacional apoya a los grupos locales, les proporciona orientación, publicita sus trabajos a otras agencias y organiza conferencias sobre materias de interés mutuo.
En 1998 una donación del consejo de entidades benéficas National Lottery permitió establecer una oficina permanente en Birmingham.